# Griffelschiefer

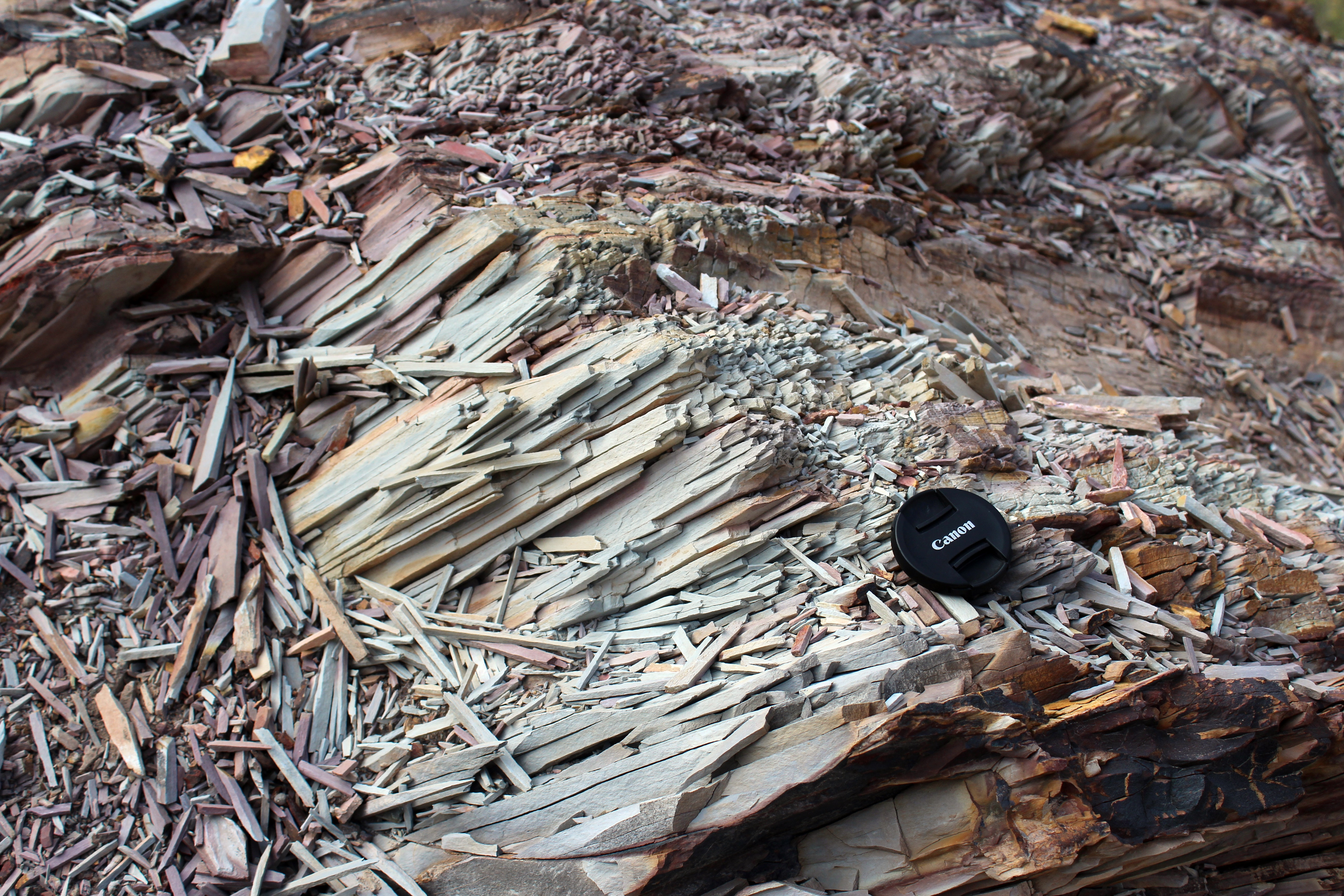
Anstehender Griffelschiefer der neoproterozoischen Mistal Formation, Jebel Akdhar, Oman

Griffelschiefer ist eine überwiegend gewerblich-handwerklich geprägte Bezeichnung für eine anwendungsorientierte Variante des Tonschiefers.

## Beschreibung
Die für Griffelschiefer geeigneten Partien eines graublauen und sehr feinkörnigen Tonschiefers lassen sich in regelmäßige prismatische Stücke spalten und werden wegen ihrer Verarbeitungsfähigkeit im noch feuchtem Zustand zu den Schiefergriffeln zugerichtet. Auf diese Weise in Stiftform gebracht, kann man mit ihnen auf Schiefertafeln (aus einer geeigneten Varietät des Tonschiefers, den man Tafelschiefer nennt, und zwischen welchem der Griffelschiefer Lagen bildet) schreiben. Der Griffelschiefer hat typischerweise keine erkennbare Schichtstruktur und ist oft von graublauer Farbe. Seine Verwendung zu diesem Zweck ist historisch.
In petrographischen Zusammenhängen bezeichnet man als Griffelung von Schiefern die Eigenschaft, wenn sie sich in zwei Ebenen stängelig spalten lassen.

## Vorkommen
Die silurischen und ordovizischen Gebirgsteile des Thüringer Schiefergebirges liefern das zur Verarbeitung geeignetste Gestein. Die Hauptbrüche finden sich am Brand und Langenberg bei Hasenthal und am Fellberg im Steinacher Forst im ehemaligen Meininger Oberland. Außerdem kommt der Griffelschiefer (zur Verarbeitung weniger tauglich) am Bohlen bei Saalfeld, bei Garnsdorf, bei Wittmannsgereuth und am Eisenberg vor.

In Bayern gab es einen Gewinnungsort bei Ebersdorf (heute Ortsteil von Ludwigsstadt).

## Verarbeitung
Die Teilbarkeit ist Folge stängeliger Absonderung des Gesteins (durch gleichzeitiges Auftreten der sogenannten wahren und falschen Schieferung bedingt), weshalb dieses beim Liegen an der Luft auch in lange, prismatische Stängel zerfällt.
Der frisch gebrochene Stein muss bis zur Verarbeitung feucht erhalten werden und wird daher in Kellern aufbewahrt. Früher wurde das Gestein zuerst gespalten, dann mit dem Schabmeißel geschabt und abgeschliffen. Später benutzte man aber eine Maschine, bei welcher die Griffel, nachdem die Prismenkanten zuerst mit dem Schabmeißel bestoßen sind, durch eine Scheibe mit Löchern zwei- bis viermal hindurchgetrieben werden, wodurch sie eine vollkommenere Abrundung und Glätte erhalten. Ein härtere, eisengraue und nur in einer Richtung spaltbare Varietät (Grobstein) blieb früher unbenutzt, wurde dann zeitweilig gesägt (Sägstein) und als Deckstein auf die Rasiersteine und als Decknägelstein für die Uhrmacher verwendet.